# Ghiacciaio Lacroix
Il ghiacciaio Lacroix è un ghiacciaio lungo circa 10 km situato nella regione centro-occidentale della Dipendenza di Ross, in Antartide. Il ghiacciaio, il cui punto più alto si trova a circa 1600 m s.l.m., si trova in particolare nella zona orientale della dorsale Asgard, dove fluisce verso sud-est partendo dal versante meridionale del picco Kaminuma e scorrendo lungo il versante orientale del monte Matterhorn, parallelamente al ghiacciaio Matterhorn, per poi scorrere giù per il versante nord-occidentale della valle di Taylor fino a giungere sul fondo di quest'ultima, dove, con il suo scioglimento stagionale, alimenta alcuni dei laghi glaciali lì presenti.

## Storia
Il ghiacciaio Lacroix è stato mappato dalla squadra occidentale della spedizione Terra Nova, condotta dal 1910 al 1913 e comandata dal capitano Robert Falcon Scott, e così battezzato in onore del geologo francese Alfred Lacroix.